# Dorfkirche Zützen (Schwedt)

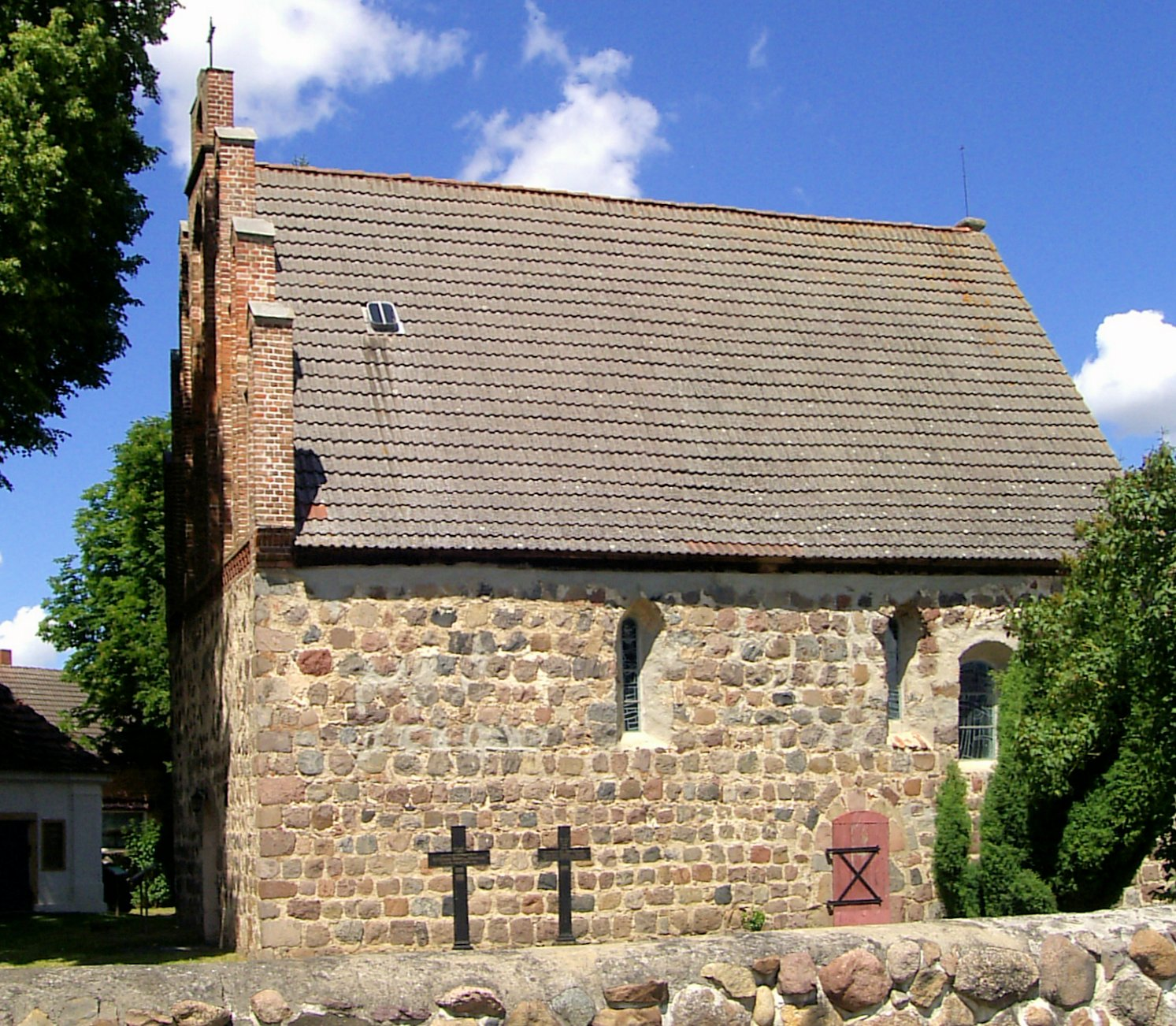
Dorfkirche Zützen

Die Dorfkirche Zützen ist eine evangelische Kirche im Ortsteil Zützen der Stadt Schwedt/Oder im Landkreis Uckermark in Brandenburg. Die Kirche gehört zum Kirchenkreis Uckermark der Evangelischen Kirche Berlin-Brandenburg-schlesische Oberlausitz.

## Architektur
Die kleine Kirche besteht aus nur einem Saal, dessen Wände aus Feldsteinen errichtet worden sind, und einem Satteldach auf geringer Höhe. An der Westseite befindet sich ein Stufengiebel und die Nordwand verfügt über einen halbrunden Patronatslogenzugang. Zwei Lanzettfenster mit kleinem Kreisfenster finden sich in der Ostwand und ein Spitzbogenportal an der Südseite. Im Innern sind eine Holzbalkendecke, eine Westempore und eine hölzerne Kanzel vorhanden.

## Geschichte
Das Gebäude wurde in der zweiten Hälfte des 13. Jahrhunderts errichtet. Sowohl die Holzbalkendecke wie auch die Westempore stammen von 1695. Um 1830 wurde der Stufengiebel ergänzt und der Nordzugang wurde Anfang des 20. Jahrhunderts geschaffen.